# Frédéric Nyst
Pour les articles homonymes, voir Nyst.
Frédéric Nyst est un compositeur belge de musique électroacoustique né à Liège le 18 avril 1939 et mort à Paris le 19 novembre 2011. 

## Biographie
Frédéric Nyst est né à Liège. Il est le petit fils de l'ingénieur Ernest-Frédéric Nyst qui a créé les premiers tramways de Belgique.
En tant que compositeur, Frédéric Nyst a été formé par Henri Pousseur, Iannis Xenakis, Giuseppe Englert, André Riotte, Célestin Deliège.
Il a travaillé au CRMW (Centre de Recherche Musicale de Wallonie), au CEMAMu (Centre d’Études de Mathématique et Automatique Musicales), à l'Institut de recherche et coordination acoustique/musique (IRCAM), à l'Université de Vincennes Paris VIII.
Frédéric Nyst est membre de l'OUSONMUPO.

## Œuvres

### Pour bande
- Scrap Time, 1974 (programme SIMSIM 3 de Jacques Arveiller)
- Triphasé (avec André Riotte)
- Phénides, commande de la ville de Liège
- Batereye (mot wallon évoquant une percussion)[2]
- Homéotéleute, 2010, pour l'OUSONMUPO (contrainte "Anna Koluth")

### Disques
- Avec l'artiste plasticien espagnol Pablo Palazuelo : El numero y las Aguas (1986, « Le Nombre et les eaux », disque produit par la galerie Maeght).

## Textes
- Informatique et musique, Cahiers du Centre de Recherche Musicale de Wallonie